# Melinoides reversa
Melinoides reversa là một loài bướm đêm trong họ Geometridae.